# Herculis 2020
Das  Herculis 2020 war ein Leichtathletik-Meeting, welches am 14. August 2020 im Stade Louis II in Monaco stattfand und Teil der Diamond League war.

## Ergebnisse

### Männer

#### 200 m
| Platz | Athlet          | Land | Zeit (s) |
| ----- | --------------- | ---- | -------- |
| 1     | Noah Lyles      | USA  | 19,76 WL |
| 2     | Josephus Lyles  | USA  | 20,30    |
| 3     | Deniz Almas     | GER  | 20,64 PB |
| 4     | Adam Gemili     | GBR  | 20,68 SB |
| 5     | Ramil Guliyev   | TUR  | 20,80 SB |
| 6     | Mario Burke     | BAR  | 20,91 SB |
| 7     | Marvin René     | FRA  | 20,97 SB |
| 8     | Mouhamadou Fall | FRA  | 21,20 SB |

Wind: +0,7 m/s

#### 800 m
| Platz | Athlet                     | Land | Zeit (min) |
| ----- | -------------------------- | ---- | ---------- |
| 1     | Donavan Brazier            | USA  | 1:43,15 WL |
| 2     | Bryce Hoppel               | USA  | 1:43,23 PB |
| 3     | Marco Arop                 | CAN  | 1:44,14 PB |
| 4     | Benjamin Robert            | FRA  | 1:44,56 PB |
| 5     | Kyle Langford              | GBR  | 1:44,83 PB |
| 6     | Marc Reuther               | GER  | 1:44,93 PB |
| 7     | Peter Bol                  | AUS  | 1:44,96 SB |
| 8     | Ferguson Cheruiyot Rotich  | KEN  | 1:45,48 SB |
| 9     | Amel Tuka                  | BIH  | 1:45,97 SB |
| 10    | Joseph Deng                | AUS  | 1:46,20    |
|       | Mame-Ibra Anne (Pacemaker) | FRA  | DNF        |

#### 1500 m
| Platz | Athlet                          | Land | Zeit (min) |
| ----- | ------------------------------- | ---- | ---------- |
| 1     | Timothy Cheruiyot               | KEN  | 3:28,45 WL |
| 2     | Jakob Ingebrigtsen              | NOR  | 3:28,68 AR |
| 3     | Jake Wightman                   | GBR  | 3:29,47 PB |
| 4     | Filip Ingebrigtsen              | NOR  | 3:30,35 SB |
| 5     | Yomif Kejelcha                  | ETH  | 3:32,69 SB |
| 6     | Jesús Gómez                     | ESP  | 3:33,07 PB |
| 7     | Marcin Lewandowski              | POL  | 3:33,99 SB |
| 8     | Charlie Da’Vall Grice           | GBR  | 3:34,63 SB |
| 9     | Pierrik Jocteur-Monrozier       | FRA  | 3:35,00 PB |
| 10    | Kalle Berglund                  | SWE  | 3:35,34 SB |
| 11    | Craig Engels                    | USA  | 3:35,42 SB |
| 12    | Ryan Gregson                    | AUS  | 3:35,57 SB |
|       | Vincent Kibet Keter (Pacemaker) | KEN  | DNF        |
|       | Timothy Sein (Pacemaker)        | KEN  | DNF        |

#### 5000 m
| Platz | Athlet                      | Land | Zeit (min)   |
| ----- | --------------------------- | ---- | ------------ |
| 1     | Joshua Cheptegei            | UGA  | 12:35,36 WR  |
| 2     | Nicholas Kimeli             | KEN  | 12:51,78 PB  |
| 3     | Jacob Krop                  | KEN  | 13:11,32 SB  |
| 4     | Mike Foppen                 | NED  | 13:13,06 =NR |
| 5     | Ouassim Oumaiz              | ESP  | 13:13,14 PB  |
| 6     | Stewart McSweyn             | AUS  | 13:13,22 SB  |
| 7     | Jimmy Gressier              | FRA  | 13:15,77 PB  |
| 8     | Per Svela                   | NOR  | 13:23,97 PB  |
| 9     | Suldan Hassan               | SWE  | 13:31,62 SB  |
| 10    | Julien Wanders              | SUI  | 13:49,85 SB  |
|       | Yemaneberhan Crippa         | ITA  | DNF          |
|       | Henrik Ingebrigtsen         | NOR  | DNF          |
|       | Roy Hoornweg (Pacemaker)    | NED  | DNF          |
|       | Stephen Kissa (Pacemaker)   | UGA  | DNF          |
|       | Matthew Ramsden (Pacemaker) | AUS  | DNF          |

#### 110 m Hürden
| Platz | Athlet             | Land | Zeit (s)  |
| ----- | ------------------ | ---- | --------- |
| 1     | Orlando Ortega     | ESP  | 13,11 WL  |
| 2     | Andrew Pozzi       | GBR  | 13,14 =PB |
| 3     | Wilhem Belocian    | FRA  | 13,18 PB  |
| 4     | Grant Holloway     | USA  | 13,19 SB  |
| 5     | Paolo Dal Molin    | ITA  | 13,61 SB  |
| 6     | Vladimir Vukicevic | NOR  | 13,75     |
| 7     | Jason Joseph       | SUI  | 13,84     |
| 8     | Antonio Alkana     | RSA  | 13,87     |

Wind: +0,8 m/s

#### 400 m Hürden
| Platz | Athlet           | Land | Zeit (s)    |
| ----- | ---------------- | ---- | ----------- |
| 1     | Karsten Warholm  | NOR  | 47,10 WL MR |
| 2     | Yasmani Copello  | TUR  | 49,04 SB    |
| 3     | Rasmus Mägi      | EST  | 49,23 SB    |
| 4     | Ludvy Vaillant   | FRA  | 49,35 SB    |
| 5     | Constantin Preis | GER  | 49,49 =SB   |

#### 3000 m Hindernis
| Platz | Athlet                    | Land | Zeit (min)    |
| ----- | ------------------------- | ---- | ------------- |
| 1     | Soufiane el-Bakkali       | MAR  | 8:08,04 WL MR |
| 2     | Leonard Kipkemoi Bett     | KEN  | 8:08,78 SB    |
| 3     | Djilali Bedrani           | FRA  | 8:13,43 SB    |
| 4     | Fernando Carro            | ESP  | 8:13,45 SB    |
| 5     | Matthew Hughes            | CAN  | 8:16,25 SB    |
| 6     | Topi Raitanen             | FIN  | 8:16,57 PB    |
| 7     | Daniel Arce               | ESP  | 8:19,40 PB    |
| 8     | Lamecha Girma             | ETH  | 8:22,57 SB    |
| 9     | Ole Hesselbjerg           | DEN  | 8:24,87 PB    |
| 10    | Getnet Wale               | ETH  | 8:35,85 SB    |
| 11    | Zak Seddon                | GBR  | 8:38,86       |
|       | Alexis Phelut (Pacemaker) | FRA  | DNF           |

#### Stabhochsprung
| Platz | Athlet           | Land | Weite (m) |
| ----- | ---------------- | ---- | --------- |
| 1     | Armand Duplantis | SWE  | 6,00 WL   |
| 2     | Ben Broeders     | BEL  | 5,70      |
| 3     | Ernest Obiena    | PHI  | 5,70 SB   |
| 4     | Claudio Stecchi  | ITA  | 5,50 SB   |
| 5     | Thiago Braz      | BRA  | 5,50 =SB  |
|       | Sam Kendricks    | USA  | DNS       |

### Frauen

#### 100 m
| Platz | Athletin           | Land | Zeit (s) |
| ----- | ------------------ | ---- | -------- |
| 1     | Ajla Del Ponte     | SUI  | 11,16    |
| 2     | Aleia Hobbs        | USA  | 11,28    |
| 3     | Gina Lückenkemper  | GER  | 11,31 SB |
| 4     | Marie-Josée Ta Lou | CIV  | 11,39 SB |
| 5     | Maja Mihalinec     | SLO  | 11,44 SB |
| 6     | Anna Bongiorni     | ITA  | 11,44    |
| 7     | Rebekka Haase      | GER  | 11,47    |
| 8     | Daryll Neita       | GBR  | 11,50 SB |

Wind: +0,4 m/s

#### 400 m
| Platz | Athletin               | Land | Zeit (s) |
| ----- | ---------------------- | ---- | -------- |
| 1     | Lynna Irby             | USA  | 50,50 WL |
| 2     | Wadeline Jonathas      | USA  | 51,40 SB |
| 3     | Femke Bol              | NED  | 51,57    |
| 4     | Justyna Święty-Ersetic | POL  | 52,11 SB |
| 5     | Lada Vondrová          | CZE  | 52,13    |
| 6     | Corinna Schwab         | GER  | 52,21    |
| 7     | Anita Horvat           | SLO  | 52,45 SB |
| 8     | Amandine Brossier      | FRA  | 52,98 SB |

#### 1000 m
| Platz | Athletin                            | Land | Zeit (min)        |
| ----- | ----------------------------------- | ---- | ----------------- |
| 1     | Faith Kipyegon                      | KEN  | 2:29,15 AR WL DLR |
| 2     | Laura Muir                          | GBR  | 2:30,82 NR        |
| 3     | Ciara Mageean                       | IRL  | 2:31,06 NR        |
| 4     | Jemma Reekie                        | GBR  | 2:31,11 PB        |
| 5     | Halimah Nakaayi                     | UGA  | 2:32,12 NR        |
| 6     | Sofia Ennaoui                       | POL  | 2:32,30 NR        |
| 7     | Selina Büchel                       | SUI  | 2:35,58 PB        |
| 8     | Winnie Nanyondo                     | UGA  | 2:36,54 SB        |
| 9     | Raevyn Rogers                       | USA  | 2:37,10 SB        |
|       | Shelayna Oskan-Clarke (Pacemakerin) | GBR  | DNF               |

#### 5000 m
| Platz | Athletin                      | Land | Zeit (min)     |
| ----- | ----------------------------- | ---- | -------------- |
| 1     | Hellen Obiri                  | KEN  | 14:22,12 WL MR |
| 2     | Letesenbet Gidey              | ETH  | 14:26,57 SB    |
| 3     | Laura Weightman               | GBR  | 14:35,44 PB    |
| 4     | Jessica Hull                  | AUS  | 14:43,80 NR    |
| 5     | Shannon Rowbury               | USA  | 14:45,11 SB    |
| 6     | Beatrice Chepkoech            | KEN  | 14:55,01 SB    |
| 7     | Eilish McColgan               | GBR  | 14:57,37 SB    |
| 8     | Genevieve Gregson             | AUS  | 15:38,22       |
| 9     | Liv Westphal                  | FRA  | 15:39,66 SB    |
| 10    | Alessia Zarbo                 | FRA  | 16:09,70 SB    |
|       | Sifan Hassan                  | NED  | DNF            |
|       | Esther Guerrero (Pacemakerin) | ESP  | DNF            |
|       | Winny Chebet (Pacemakerin)    | KEN  | DNF            |

#### Hochsprung
| Platz | Athletin                  | Land | Höhe (m) |
| ----- | ------------------------- | ---- | -------- |
| 1     | Jaroslawa Mahutschich     | UKR  | 1,98 SB  |
| 2     | Julija Lewtschenko        | UKR  | 1,98 SB  |
| 3     | Jeanelle Scheper          | LCA  | 1,88 SB  |
| 4     | Mirela Demirewa           | BUL  | 1,84 SB  |
| 4     | Salome Lang               | SUI  | 1,84 SB  |
| 6     | Katarina Johnson-Thompson | GBR  | 1,84 SB  |
| 7     | Erika Furlani             | ITA  | 1,84     |

#### Dreisprung
| Platz | Athletin         | Land | Weite (m) |
| ----- | ---------------- | ---- | --------- |
| 1     | Yulimar Rojas    | VEN  | 14,27 SB  |
| 2     | Gabriela Petrowa | BUL  | 14,18     |
| 3     | Patrícia Mamona  | POR  | 14,08     |
| 4     | Dovilė Kilty     | LTU  | 13,98     |
| 5     | Neja Filipič     | SLO  | 13,80     |
| 6     | Naomi Ogbeta     | GBR  | 13,56     |
| 7     | Diana Zagainova  | LTU  | 13,52     |

### Abkürzungen
- WR = Weltrekord
- AR = Kontinentalrekord (engl. Area Record)
- NR = nationaler Rekord
- MR = Meeting-Rekord
- DLR = Diamond-League-Rekord
- WL = Weltjahresbestleistung (engl. World Lead)
- PB = persönliche Bestleistung
- SB = Saisonbestleistung
- DNF = Wettkampf nicht beendet (engl. Did Not Finish)
- DNS = Wettkampf nicht angetreten (engl. Did Not Start)